# Eugenia calva
Eugenia calva är en myrtenväxtart som beskrevs av Mcvaugh. Eugenia calva ingår i släktet Eugenia och familjen myrtenväxter. Inga underarter finns listade i Catalogue of Life.